# Ринкова площа (Карлсруе)
49°00′32″ пн. ш. 8°24′14″ сх. д. / 49.0089° пн. ш. 8.40389° сх. д.
Ринкова площа або Марктплац (нім. Marktplatz) — центральна площа міста Карлсруе, Німеччина.
Розташована на перетині центральної осі віялоподібного плану міста, що прямує від палацу на південь, і головної комерційної вулиці Кайзерштрассе.
Домінуючими будівлями на площі є міська церква і навпроти неї ратуша, а також вся площа, класичні проекти Фрідріха Вайнбреннера.
На площі знаходиться піраміда Карлсруе.
Це визначна пам'ятка міста та могила засновника міста, маркграфа Карла Вільгельма Баден-Дурлахського.

## Історія
Ринкова площа Карлсруе була спроектована баденським архітектором і класичним містобудівником Фрідріхом Вайнбреннером як міська противага аристократичній резиденції палацу Карлсруе.
Перші ескізи були створені близько 1800 року і реалізовані з 1807 року.
Кілька будівель на півдні Ланген-штрассе (сьогоднішня Кайзерштрассе), на розі з вулицею, що прямує на південь від Палацової площі, довелося знести, включаючи попередню ратушу та Церкву Конкордія.
Оскільки під церквою була запечатана крипта з кістками Карла Вільгельма, місто вирішило зберегти її і створити на ній гробницю.
Була побудована тимчасова дерев'яна піраміда, яку вважали настільки вдалою, що в 1823 році її замінили на кам'яну — обидві були спроектовані Вайнбреннером.
До 1820-х років на Ринковій площі за його проектом було збудовано кілька будівель, а саме міську церкву (1807—1816) та нову ратушу (1805—1825).

## Дизайн і будівлі
Ринкова площа є центром добре спланованого міського ансамблю Тріумфальної дороги.
Вона прямує від Палацової площі через Ринкову площу і Рондельплац до Етлінгер-тор.
Північна частина площі, від початку призначена для торгівлі, ширша за південну і оточена однорідними класичними житловими та господарськими будівлями зі сходу та заходу.
Північна сторона, яка знаходиться на Кайзерштрассе, була перебудована після Другої світової війни у модифікованій формі післявоєнного модернізму з колонадою (1952 Готель на ринку В. Веде; 1952/53 Volksbank Еріха Шеллінга, зруйнований у 2010 році та потім з Кайзеркарре від Lederer Ragnarsdóttir Oei замінено).
Південна частина спроектована більш репрезентативною.
Ратуша утворює його західну сторону з ризалітом, у вигляді портика.
Зі сходу знаходиться її двійник — міська церква (нині єпископальна церква об'єднаної євангельської церкви) з коринфським портиком у колоському ордері, бічні флігелі церкви побудовані як гімназія (ліворуч) та ліцей (праворуч)).
З півночі центр утворює піраміда, з півдня — фонтан Великого Герцога Людвіга зі статуєю Великого Герцога.
Південна сторона площі межує з нинішньою поліцейською дільницею, з якою Йозеф Дурм ввів неоренесанс у класицистичне зображення в 1900 році, і готель Kaiserhof.

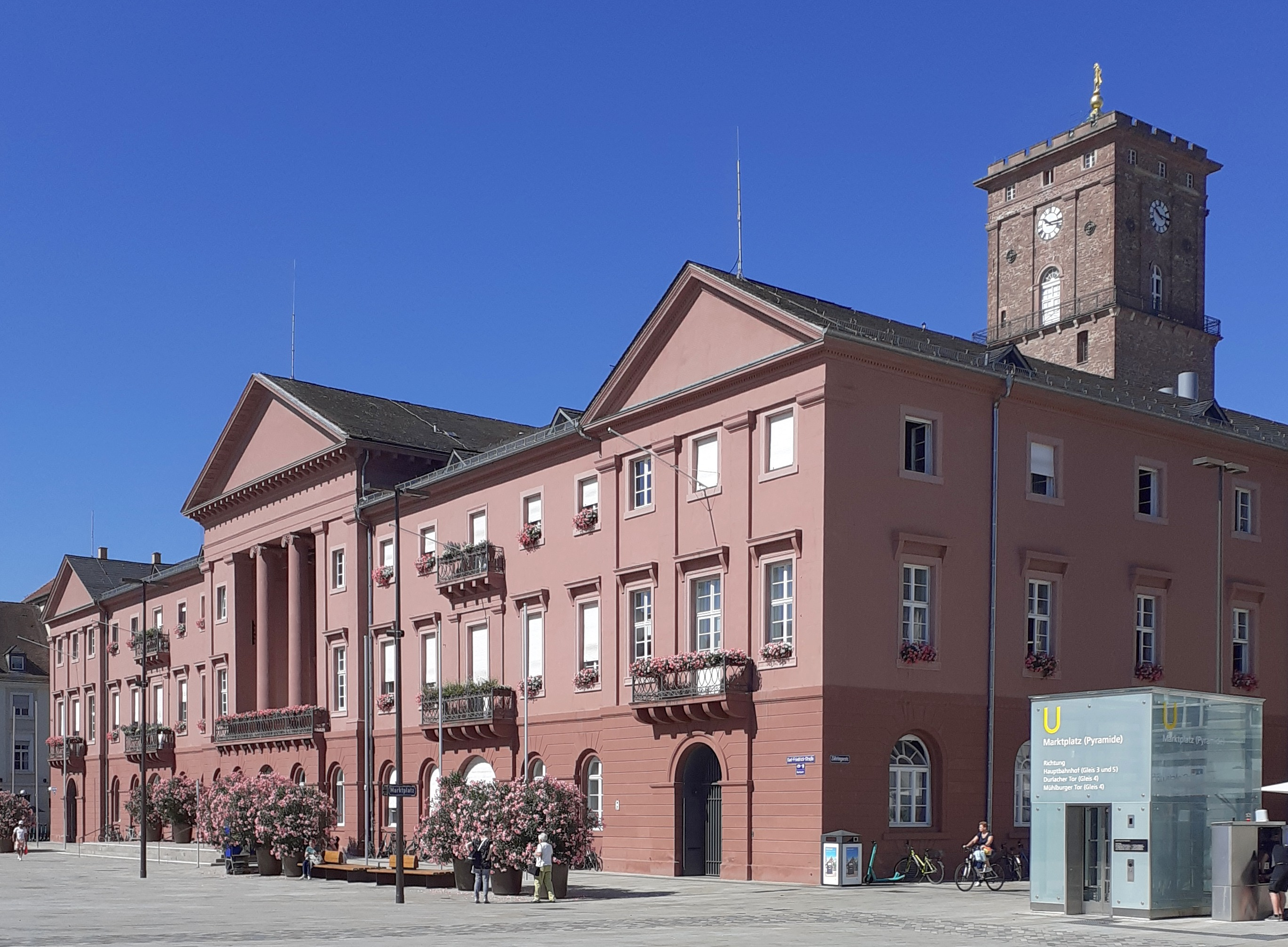
Ратуша
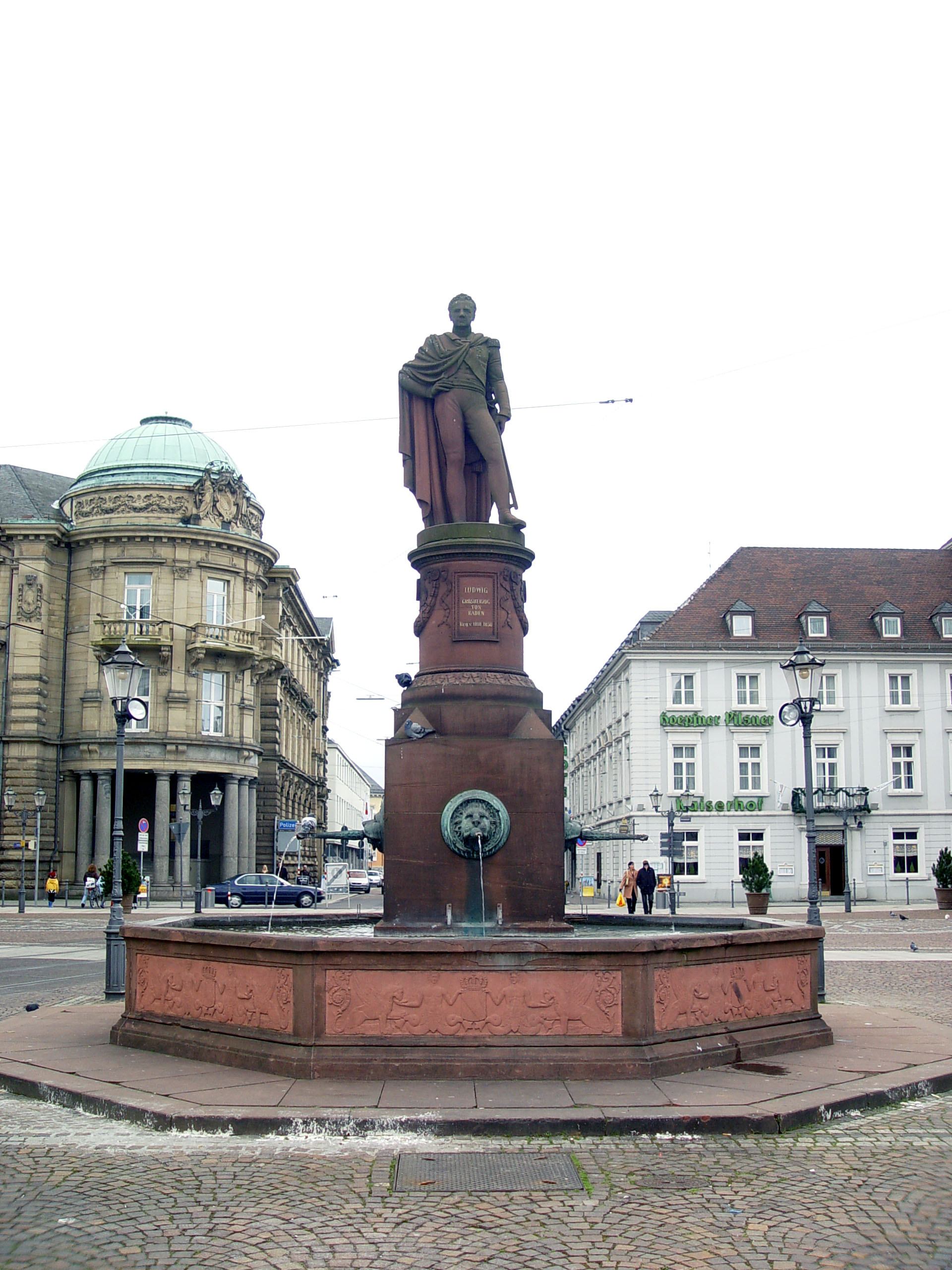
Фонтан Великого герцога Людвіга, поліцейська дільниця та готель Kaiserhof
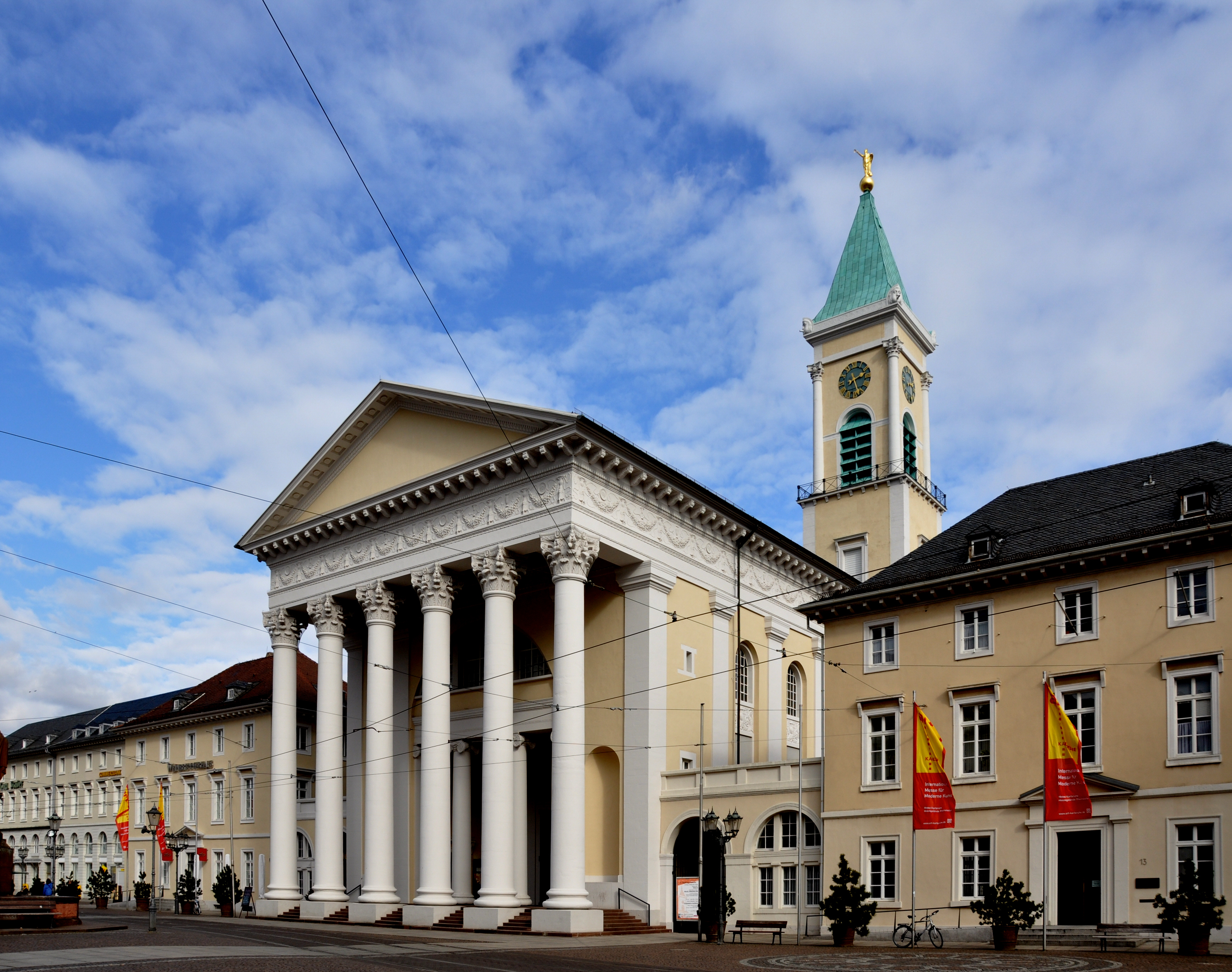
Міська церква

## Підземна транспортна розв'язка

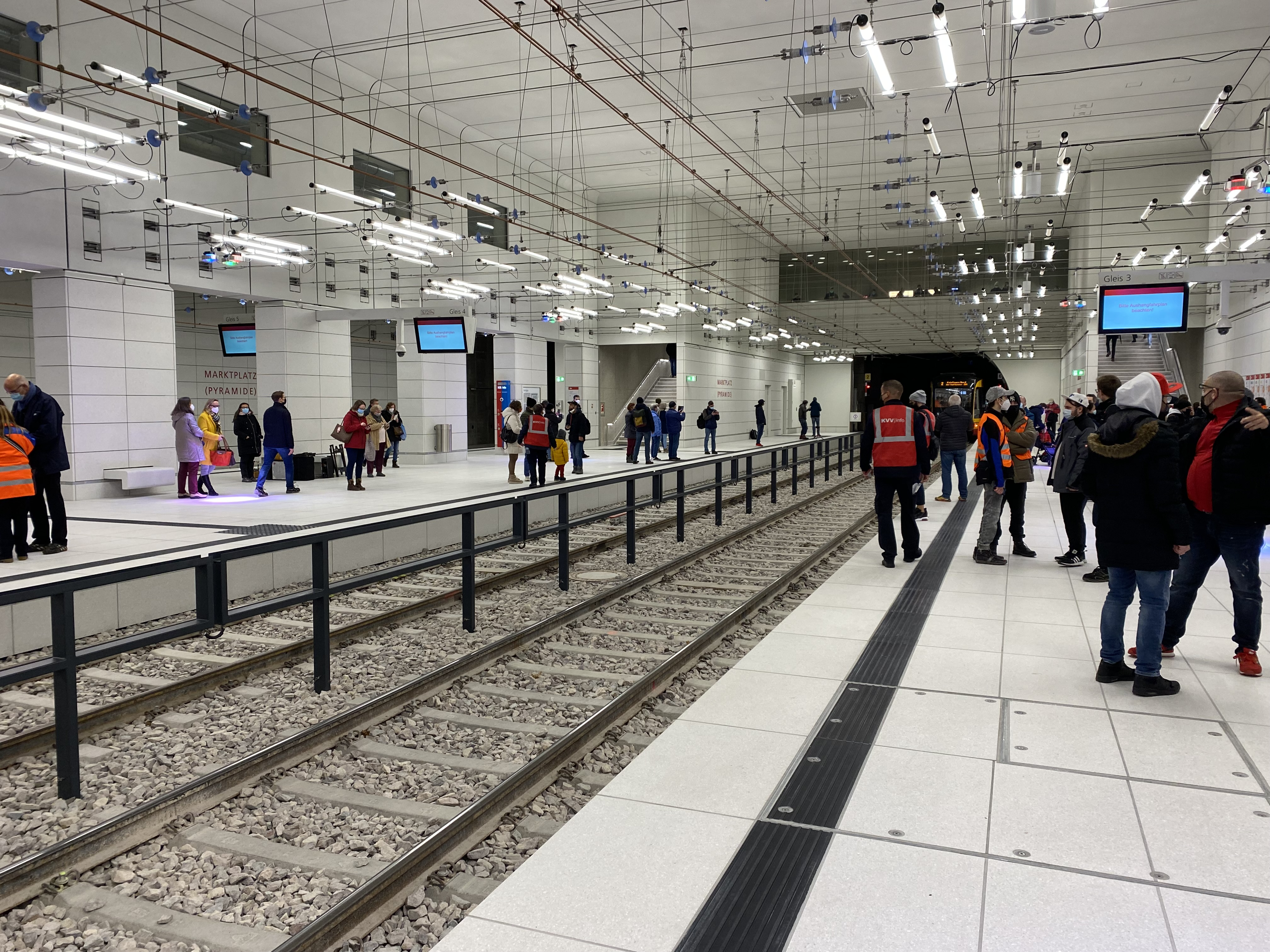
Підземна транспортна розв'язка Марктплац, платформи 3–4 (зліва ззаду, платформа 5)

Підземна транспортна розв'язка Марктплац є центральним вузлом міста Карлсруе та трамвайної мережі з п'ятьма коліями.
Підземна станція була побудована в рамках комбінованого рішення у 2012—2021 рр. і відкрита в грудні 2021 року разом з тунелем легкорейкового транспорту.
Вона замінила попередню наземну трамвайну зупинку.

Дві трамвайні лінії та всі лінії легкорейкового транспорту зупиняються на двох підстанціях Кайзерштрассе (колії 1–2) і Піраміда (колії 3–5).